# Józef Pankiewicz
Józef Pankiewicz, född 29 november 1866, död 4 juli 1940, var en polsk målare och grafiker.
Pankiewicz utbildades i Sankt Petersburg och Frankrike under inflytande av impressionismen och var professor vid konstakademin i Kraków från 1906. I sina etsningar, ofta med franska motiv, visar Pankiewicz en ypperlig teknik med rörligt, ytmässigt linjespel.